# Теодосий II Търновски
Теодосий II Български е български патриарх, който е начело на Българската православна църква по време на Втората българска държава.

## Биография
Теодосий II Български е бил монах в Зографския манастир. Избран е за патриарх през 1348 г. Участва в два духовни събора, свикани от цар Иван Александър - през 1350 г. и 1359/1360 г. Теодосий II действа против еретиците и юдействащите, които са пребивавали по нашите земи.
Патриархът е духовен възпитаник и инок на Зографския манастир.